# Бачишта
Бачишта (мкд. Бачишта) су насеље у Северној Македонији, у западном делу државе. Бачишта припадају општини Кичево.

## Географија
Насеље Бачишта је смештено у западном делу Северне Македоније. Од најближег већег града, Кичева, насеље је удаљено 18 km северозападно.
Бачишта се налазе у историјској области Кичевија, око града Кичева. Село се сместило на западно од Кичевског поља, на источним падинама планине Бистре. Надморска висина насеља је приближно 820 метара.
Клима у насељу је планинска због знатне надморске висине.

## Становништво
Бачишта су према последњем попису из 2002. године имала 772 становника.
Већинско становништво у насељу чине Албанци (97%).
Претежна вероисповест месног становништва је ислам.